# Simo Lipsanen
Pour les articles homonymes, voir Lipsanen.
Simo Veikko Olavi Lipsanen (né le 13 septembre 1995 à Lappeenranta) est un athlète finlandais, spécialiste du triple saut.

## Biographie
En 2017 il bat le plus vieux record de Finlande d'athlétisme en sautant à 17,14 m lors des championnats d'Europe espoirs de Bydgoszcz. L'ancien record était la propriété de Pertti Pousi et datait de 1968.

## Palmarès
| Date | Compétition                        | Lieu        | Résultat | Marque  |
| ---- | ---------------------------------- | ----------- | -------- | ------- |
| 2015 | Championnats d'Europe par équipes  | Tcheboksary | 3e       | 16,62 m |
| 2015 | Jeux mondiaux militaires           | Mungyeong   | 6e       | 15,85 m |
| 2017 | Championnats d'Europe en salle     | Belgrade    | 7e       | 16,84 m |
| 2017 | Championnats d'Europe par équipes  | Vaasa       | 1er      | 16,75 m |
| 2017 | Championnats d'Europe espoirs      | Bydgoszcz   | 2e       | 17,14 m |
| 2017 | Championnats du monde d'athlétisme | Londres     | 17e      | 16,54 m |
| 2018 | Championnats d'Europe              | Berlin      | 9e       | 16,46 m |
| 2019 | Championnats d'Europe en salle     | Glasgow     | 9e       | 16,43 m |
| 2019 | Championnats d'Europe par équipes  | Bydgoszcz   | 2e       | 16,76 m |
| 2019 | Championnats du monde              | Doha        | 23e      | 16,47 m |

### National
- 4 titres au triple saut : 2015, 2017-2019

## Records
| Épreuve     | Épreuve   | Marque       | Lieu      | Date            |
| ----------- | --------- | ------------ | --------- | --------------- |
| Triple saut | Plein air | 17,14 m (NR) | Bydgoszcz | 16 juillet 2017 |
| Triple saut | En salle  | 16,98 m (NR) | Liévin    | 10 février 2019 |